# Nicolás Yerovi
Leonidas Nicolás Ramón Yerovi Díaz (Lima, 31 de agosto de 1951-Lima, 19 de enero de 2025) fue un poeta, periodista, dramaturgo, novelista y humorista gráfico peruano. Colaboró en los diarios La República, Expreso y Perú 21. Refundó y dirigió el periódico de humor político Monos y monadas, que fundara su abuelo, el poeta Leonidas Yerovi. Escribió y puso en escena más de cincuenta comedias. Su obra se caracteriza por un agudo sentido del humor y una crítica mordaz.

## Biografía
Hijo del periodista y escritor Leonidas P. Yerovi y de Carmen Rosa Díaz Torres. Nieto del poeta Leonidas N. Yerovi (1881-1917).
Cursó sus estudios escolares en el Colegio La Salle (Lima). En 1968 ingresó a la Pontificia Universidad Católica del Perú, donde se graduó de bachiller en Letras y Ciencias Humanas en 1970; y de doctor en Literatura y Filología Hispánica en 1976.
Su tesis de doctorado versó sobre las originales obras de Martín Adán y Luis Hernández, dando a conocer la poesía dispersa de este último bajo el título de Vox horrísona, y promoviendo así su valoración como poeta.
Entre 1968 y 1972 ejerció como profesor en la Pontificia Universidad Católica, hasta que tomó la decisión de dedicarse por completo a la literatura. Publicó varios poemarios entre 1973 y 1982.
Durante la dictadura militar del general Francisco Morales Bermúdez tramitó, junto con Antonio Cisneros, la autorización para la reapertura del semanario de humor político, Monos y monadas, que fundara su abuelo en 1905. El primer número de esta nueva etapa de la emblemática revista salió el 27 de abril de 1978.
Por sus críticas mordaces hacia la dictadura militar, sufrió persecución y acoso. Monos y Monadas se editó hasta 1992, cuando fue cerrado por el autogolpe de Alberto Fujimori, aunque reapareció en 2000 y se mantuvo por algún tiempo. Yeroví confesó que también sufrió amenazas de Sendero Luminoso.
A comienzos de los años 1980 empezó a escribir obras teatrales (comedias, sainetes y entremeses), que llegaron a sumar más de cincuenta. En 1983, fundó, junto con Susana Roca y Pablo Zumaeta, el grupo teatral Monos y Monadas, el cual produjo y representó varias de sus comedias.
En 1992 fundó el Instituto Superior Leonidas Yerovi de Artes y Ciencias de la Comunicación para la formación trilingüe de artistas y comunicadores sociales, y en cuya dirección se mantuvo hasta 1996.
Colaboró también en diversos diarios, como en La República donde tuvo una columna titulada «La vida alegre de Nicolás Yerovi», publicada semanalmente entre 1993 y 1995. En 1999 volvió a tener otro espacio de humor en el mismo diario, titulado «La última de Nicolás Yerovi». También tuvo una columna en el suplemento semanal del diario Expreso, titulada «Los años inmóviles», entre 1990 y 1992.
Fue también fundador y director del diario Buenos Días, que alcanzó apenas once entregas, en 1988. También incursionó en el periodismo radial, con su mismo estilo mordaz y festivo de sus escritos periodísticos.
Por sus críticas al presidente Alberto Fujimori y a su asesor Vladimiro Montesinos, sufrió represalias a través de un organismo estatal, Indecopi, que en 1999 le impidió la publicación de su novela Más allá del aroma, acusándolo falsamente de plagio. Incluso, se le impidió usar el título de Monos y monadas en su revista, aduciendo que pertenecía a su abuelo Leonidas Yerovi (muerto en 1917).
El 18 de enero de 2025 fue internado de urgencia en el Hospital Edgardo Rebagliati Martins. Falleció al día siguiente. Luego que el Ministerio de Cultura no accediera a velarlo en sus instalaciones, fue velado en la Biblioteca Municipal de Barranco, el distrito donde residió habitualmente. Fue sepultado en el cementerio Jardines de la Paz de Villa.

## Obras

### Poemarios
- Mapa de agua (1971)
- Crónica de ciego (1973)
- Después del vino (el amor o la siesta) (1974)
- Penetrándote (1976)
- Quiero morir soñando (1978), en colaboración con Luis La Hoz.
- Sol sin Dios

### Comedias
- La divina comedia (1981), en colaboración con Rafael León.
- Bienvenido amor (1983)
- Adiós amor (1984 y 1991)
- Hasta que la vida nos separe (1984 y 1991)
- Quiéreme así (1985)
- Un peruano en París (1986)
- Se casa Barrantes (1986 y 1987)
- Suave loco, suave (1987)
- Chochera (1988,1989)
- El hombre que no podía dejar de reír (1990-1991)
- El deseado (Greencard for a Peruvian Girl)  (1992)
- Casi todos los peruanos van al cielo (1992-1993)
- Elogio de la vagancia (1993)
- La señora presidenta (1994)
- Una noche de sol (en armonía)
- Titina (2006)[7]
- Lola (2022), comedia musical.[8]
- Las nuevas picardías de Yerovi (2023), conjunto de entremeses y sainetes de comedia, en colaboración con sus alumnos.[8]

Titina es una comedia en verso octosílabo, representada en las calles de Barranco. Está inspirada en un poema de Leonidas Yerovi, abuelo del autor. La obra cuenta con nueve escenas cada una de las cuales toma lugar en una localización real, a donde el público es conducido por un guía quien explica el contexto y la historia de los lugares visitados. Fue estrenada el 16 de mayo de 2008. Contó con las actuaciones de Sandra Vergara (Titina), César Gabrielli (Marcelo), Mijail Garvich (Agapito), Lilian Nieto (Tomasa), Alfredo Levano (Fortunato), Miguel Estela (Miguel), John Bates (Evaristo), Carlos Vertiz (Robustiano), María Cristina Ribal (Asunta y además Productora), Antonio Arrue (Abraham Valdelomar y José María Eguren), Carlos Barrenechea (Conductor del Funicular y Jefe de Escena), Juan y Carmen Piqueras (Lucanor y Ruperta) y Enrique Victoria (Simeón).

### Novelas
- Más allá del aroma (2000)
- La casa de tantos (2001)
- El hombre engaña y Tarjeta amarilla (2004), dos entregas de la saga de las aventuras del detective Mariano Bidasoa. Novelas en clave de humor.[10]

### Otras obras
- Los años inmóviles (1985), memorias.
- Los años inmóviles. Memorias (1997), edición corregida y aumentada.[3]
- La verdadera historia del Perú, en fascículos coleccionables.[3]
- El Perú de Yerovi: La leyenda de “Monos y monadas” (2006), compendio humorístico.[10]
- Diccionario de peruanos inolvidables: personajes hilarantes de un país extravagante (2009)[10]